# Coloradoa inodorella
Coloradoa inodorella är en insektsart som beskrevs av Ossiannilsson 1959. Coloradoa inodorella ingår i släktet Coloradoa och familjen långrörsbladlöss. Enligt den finländska rödlistan är arten sårbar i Finland. Arten är reproducerande i Sverige. Artens livsmiljö är ruderatmarker, vägrenar och banvallar. Inga underarter finns listade i Catalogue of Life.